# 彩雉
彩雉，又名瓦氏雉雞，是一種分佈在印度、尼泊爾及巴基斯坦的雉。牠們棲息在喜瑪拉雅山的高原及叢林，高達海拔6000呎，夏天時更會高達海拔10000呎。彩雉的學名是為紀念丹麥植物學家納薩尼爾·瓦立池。

## 特徵
彩雉的色彩並不豐富，身體呈灰黃色，長冠灰色。尾巴很長，有18條羽毛，中央尾羽最長，主要是灰色及褐色。雌雞較為細小。

## 行為
彩雉是一夫一妻制的。牠們會於夏天在陡斜的山崖上生蛋，每次會生10-11隻蛋。

## 保育狀況
由於不斷失去棲息地，數量持續過少及被獵殺，彩雉被世界自然保護聯盟列為易危，且受到《瀕危野生動植物種國際貿易公約》附錄一的保護。在巴基斯坦有計劃放生飼養的彩雉。

## 外部連結
- ARKive
- BirdLife Species Factsheet （页面存档备份，存于）